# Blaesoxipha bellula
Blaesoxipha bellula är en tvåvingeart som först beskrevs av Carroll William Dodge 1965.  Blaesoxipha bellula ingår i släktet Blaesoxipha och familjen köttflugor.
Artens utbredningsområde är Bahamas. Inga underarter finns listade i Catalogue of Life.